# Philesiaceae
Philesiaceae Dumort. è una famiglia di piante dell'ordine Liliales, endemica del Cile e dell'Argentina del sud.

## Tassonomia
La famiglia comprende due generi:
- Lapageria Ruiz & Pav. (1 specie)
- Philesia Comm. ex Juss. (1 specie)

Il raggruppamento non è contemplato dal Sistema Cronquist che assegna i due generi alle Smilacaceae.